# Rhamnella martinii
Rhamnella martinii là một loài thực vật có hoa trong họ Táo. Loài này được (H. Lév.) C.K. Schneid. miêu tả khoa học đầu tiên năm 1914.